# Lindy Boggs
Lindy Boggs (Pointe Coupee Parish, 13 maart 1916 – Chevy Chase (Maryland), 27 juli 2013) was een Amerikaans politica en ambassadrice. Tussen 1973 en 1991 vertegenwoordigde ze de staat Louisiana in het Huis van Afgevaardigden. Na het bereiken van de leeftijd van 80 jaar werd ze nog vier jaar ambassadrice voor de Verenigde Staten bij de Heilige Stoel.

## Levensloop
Lindy Claiborne, zoals haar meisjesnaam luidt, studeerde tot 1935 aan het Newcomb College dat onderdeel uitmaakt van de Tulane University in New Orleans. Daarna ging ze aan het werk als lerares en trouwde ze in 1938 met de latere congresafgevaardigde Hale Boggs. Net als haar man werd ze lid van de Democratische Partij.
Op 16 oktober 1972 verdween haar man spoorloos tijdens de verkiezingscampagne in vlucht met een tweemotorig vliegtuig boven Alaska. Op 3 januari 1973 werd haar man officieel doodverklaard, waarna Lindy Bloggs in een naverkiezing zijn opvolger werd in het Huis van Afgevaardigden. Hier nam ze haar nieuwe mandaat op 20 maart 1973 aan. Ze werd  tot 3 januari 1991 acht maal herkozen, totdat ze zelf afstand deed van haar lidmaatschap.
In de periode van haar politieke loopbaan vielen het Watergateschandaal en het eind van de Vietnamoorlog. In 1976 was ze voorzitter van de Democratische Nationale Conventie.
Tussen 1975 en 1977 was ze voorzitter van de Joint Committee on Bicentennial Arrangements die bestond uit vertegenwoordigers van zowel het Huis van Afgevaardigden als de Senaat. Van 1985 tot 1991 leidde ze het vergelijkbare comité van het Huis van Afgevaardigden, de Commission on the Bicentenary of the House of Representatives.
In 1997 benoemde Bill Clinton haar tot ambassadrice van de Verenigde Staten bij de Heilige Stoel in het Vaticaan. Deze functie vervulde ze tot op 84-jarige leeftijd in 2001.
Ze is in 2013 overleden en is 97 jaar oud geworden. 

## Erkenning
In 1999 onderscheidde het Franklin and Eleanor Roosevelt Institute haar met de Four Freedoms Award voor godsdienstvrijheid. Verder werd ze uitgeroepen tot peetmoeder van het cruiseschip Carnival Conquest van Carnival Cruise Lines die in december 2002 in de vaart werd genomen.
- Gemeinsame Normdatei: 11926157X
- International Standard Name Identifier: 0000 0000 2765 8700
- Library of Congress Control Number: n86034219
- National Archives and Records Administration: 10570637
- SNAC: w6s866rb
- Biographical Directory of the United States Congress: B000592
- Virtual International Authority File: 72200113
- WorldCat: E39PBJvMxQrvfyyjF8BcxPPYT3